# معاوضة تنفسية
معاوضة تنفسية (بالإنجليزية: Respiratory compensation)‏ هو آلية للمركز التنفسي يمكن من خلالها تغيير درجة الحموضة في البلازما عن طريق تغيير معدل التنفس. وهو أسرع من وتيرة التنفس، ولكنه أقل قدرة على استعادة القيم الطبيعية.
في القلاء التنفسي، تستشعر المستقبلات الكيميائية وجود نظام قاعدة-حمض مخلوط، وزيادة في التنفس.يمكن تقدير مقدار تعويض الجهاز التنفسي في الحماض الاستقلابي باستخدام صيغة الشتاء "Winters' formula".
في الحماض التنفسي، ينخفض معدل التنفس.